# Guéorgui Chilov
Georgi Evgen'evich Shilov (russe : Гео́ргий Евге́ньевич Ши́лов; 3 février 1917 - 17 janvier 1975) est un mathématicien soviétique et expert dans le domaine de l'analyse fonctionnelle, qui contribue à la théorie des anneaux normés et des fonctions généralisées.

## Biographie
Il est né à Ivanovo-Voznessensk. Après avoir obtenu son diplôme de l'Université d'État de Moscou en 1938, il sert dans l'armée pendant la Seconde Guerre mondiale. Il obtient un doctorat en sciences physiques et mathématiques en 1951, également à la MSU, et enseigne brièvement à l'Université de Kiev jusqu'à son retour en tant que professeur à la MSU en 1954. Là, il supervise plus de 40 étudiants diplômés, dont Mikhail Agranovich, Valentina Borok, Gregory Eskin et Arkadi Nemirovski. Shilov collabore souvent avec son collègue Israel Gelfand sur des recherches comprenant des fonctions généralisées et des équations aux dérivées partielles.